# 通贵桥

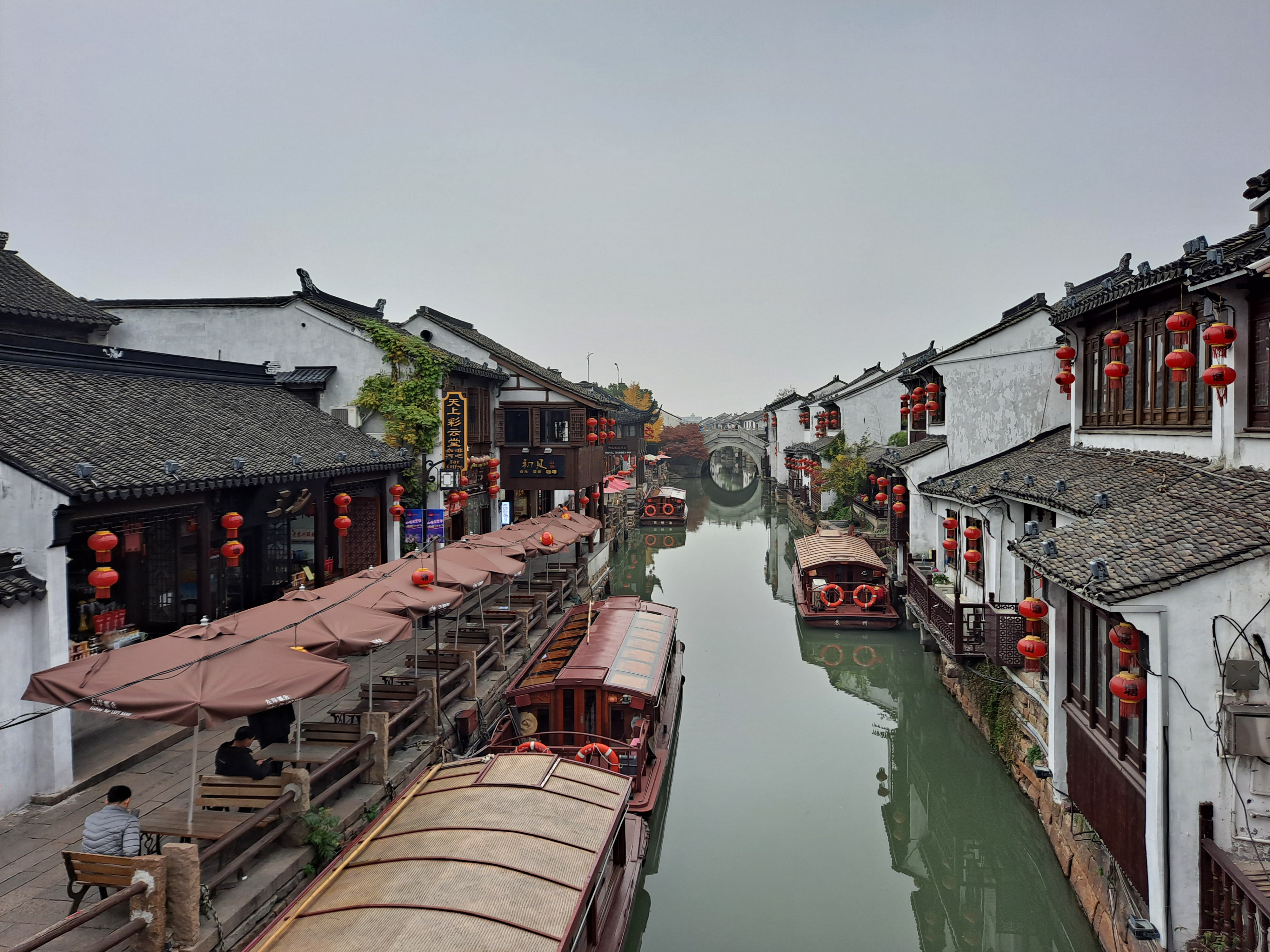
通贵桥下的山塘河

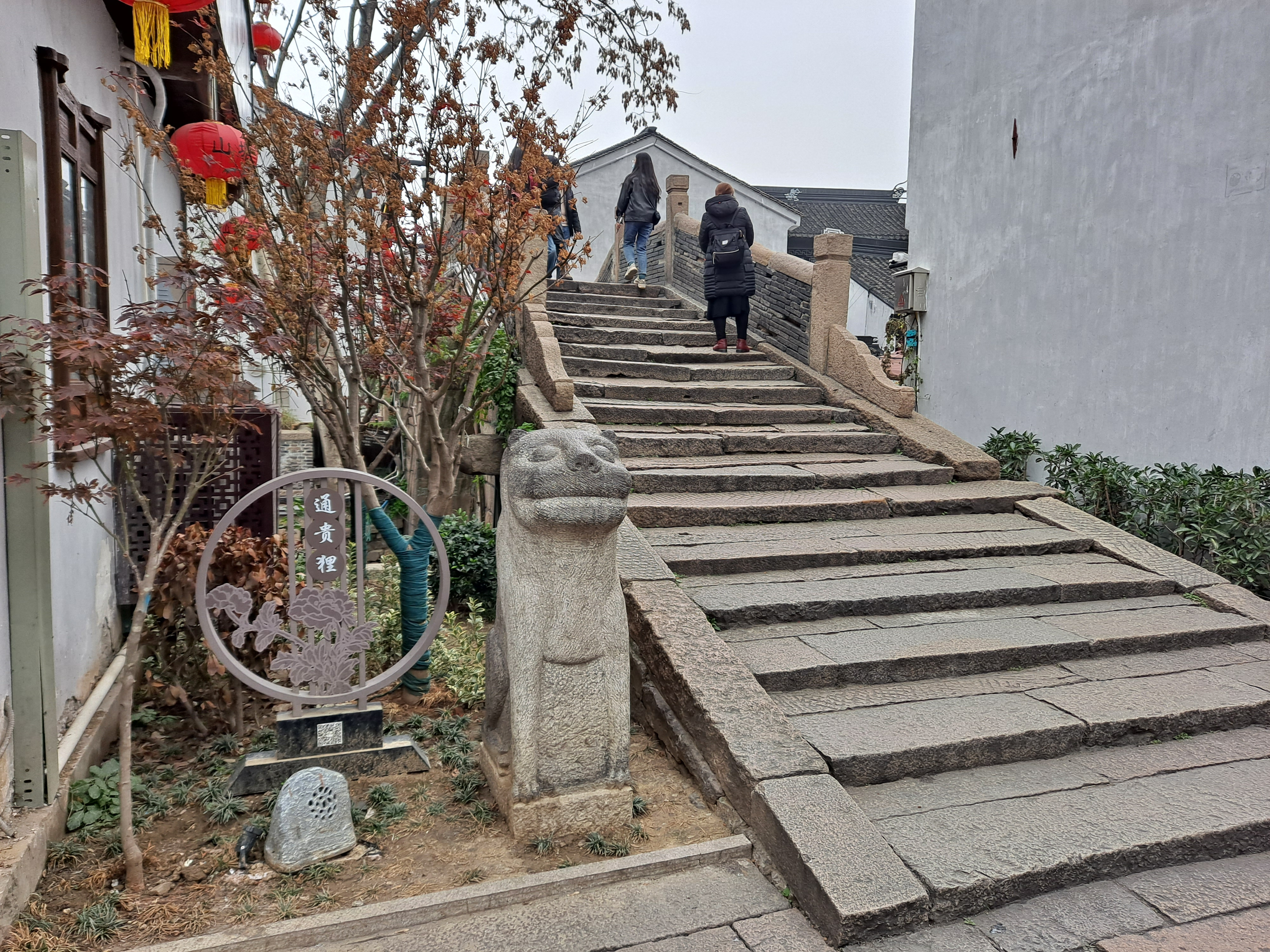
通贵桥

通贵桥是江苏苏州山塘河上的一座古桥，自东向西排列为第三座（东为山塘桥，西为星桥），该桥为单孔拱形石桥。通贵桥位于七里山塘的东段，明清时期曾是苏州繁华的商业区，桥旁有明代南京吏部尚书吴一鹏显赫的府第。。通贵桥旁安置有“通贵狸”，是山塘七狸之一。